# Lužný
Lužný (německy Aubach) je vesnice, část obce Perštejn v okrese Chomutov. Nachází se asi 1,5 km na jih od Perštejna. V roce 2009 zde bylo evidováno 162 adres.
Lužný leží v katastrálním území Černýš o výměře 4,12 km².

## Název
Název vesnice je odvozen z původního názvu potoka, který jí protéká. Ten byl složen z běžného slova Bach (potok) a výrazu Au, který pochází ze středněhornoněmeckého slova ouwe (mokřina, louka, luh). V historických pramenech se jméno vesnice vyskytuje ve tvarech: w Aupachu (1612) a Aubach (1787).

## Historie
První písemná zmínka o vesnici pochází z roku 1612. Podle urbáře kláštereckého panství z roku 1649 stál v Lužném pouze panský mlýn a poplužní dvůr, u kterého se pěstovala zejména řepa a zelí. Do dvora docházeli robotovat poddaní z Černýše, Ondřejova, Hory a Okounova. Pro obyvatelé posledních dvou vesnic byl u Lužného zřízen most přes Ohři. U Okounova se od roku 1492 vybíralo clo za plavení dřeva, ale po připojení vesnice ke kláštereckému panství se celní právo přeneslo k Lužnému. Poplatek za plavení dosahoval čtyř grošů za vor a sedm feniků za každý kmen.
Podle tereziánského katastru z roku 1748 měl Lužný dvacet obyvatel a mlýn se dvěma koly a pilou. V díle Topographie des Königreiches Böhmen od Jaroslava Schallera z roku 1846 je Lužný uveden jako vesnice s dvaceti domy, ve kterých žilo 143 obyvatel. Ve vsi býval hostinec a mlýn s pilou. Patřila k ní také samota Kör (též Gehör) u cesty z Perštejna do Smilova se čtyřmi domy a výrobnou pušek. Ještě v roce 1930 v ní ve třech domech žilo devatenáct lidí. Roku 1863 obyvatelé vesnice pěstovali především žito, v menší míře oves, chovali 34 kusů krav a telat a šestnáct koz. Někteří pracovali ve mlýně nebo ve výrobně prken. Mlýn stával na severním okraji vesnice u Hučivého potoka. Dochoval se z něj jen komín pod mostem, po kterém vede silnice silnice I/13. Od roku 1869 byl Lužný osadou obce Perštejn, se kterou patřil do okresu Kadaň, a v roce 1961 byly společně převedeny do okresu Chomutov.
Ve třicátých letech dvacátého století se v Lužném rozvíjel drobný průmysl. Fungovaly zde podniky zaměřené na výrobu dřevěného kuchyňského nářadí, kleští, břidlicových tabulek a vápenka. Důležitým podnikem se roku 1930 stal pobočný závod firmy Pickart, ve kterém se vyráběly pily. Během druhé světové války v něm od roku 1940 pracovali váleční zajatci z Francie. Od 24. srpna 1934 byla ve vsi otevřena jednotřídní česká škola, do které začalo chodit 31 dětí převážně z německých rodin, aby se naučily česky. Roku 1935 začala výstavba silnice do Perštejna.
Ve druhé polovině dvacátého století průmysl v Lužném zanikl. Objekty Pickartovy továrny sloužily jako skladiště a po roce 1989 v nich do poloviny devadesátých let fungovala dřevovýroba a poté se ještě vyráběly vložky do komínů a urny. Komín továrny na výrobu kleští byl odstřelen v roce 1976. Původní most přes řeku byl uzavřen v roce 1970 a stavba železobetonového začala až roku 1983. Rozvíjely se možnosti rekreace a u vesnice vznikla chatová oblast. V roce 1991 tak v Lužném stálo 21 trvale obydlených domů a 45 objektů individuální rekreace.

## Obyvatelstvo
Při sčítání lidu v roce 1921 zde žilo 201 obyvatel (z toho 101 mužů), kteří byli kromě sedmi cizinců německé národnosti a až na sedm evangelíků patřili k římskokatolické církvi. Podle sčítání lidu z roku 1930 měla vesnice 239 obyvatel: 233 Němců a šest cizinců. Kromě pěti evangelíků a jednoho člověka bez vyznání se hlásili k římskokatolické církvi.
|                                                                        | 1869 | 1880 | 1890 | 1900 | 1910 | 1921 | 1930 | 1950 | 1961 | 1970 | 1980 | 1991 | 2001 | 2011 | 2021 |
| ---------------------------------------------------------------------- | ---- | ---- | ---- | ---- | ---- | ---- | ---- | ---- | ---- | ---- | ---- | ---- | ---- | ---- | ---- |
| Obyvatelé                                                              | 207  | 221  | 219  | 181  | 182  | 201  | 239  | 140  | 151  | 107  | 84   | 58   | 166  | 159  | 177  |
| Domy                                                                   | 23   | 27   | 26   | 27   | 24   | 23   | 37   | 32   | —    | 30   | 28   | 32   | 62   | 68   | 72   |
| Počet domů z roku 1961 je zahrnut v celkovém počtu domů obce Perštejn. |      |      |      |      |      |      |      |      |      |      |      |      |      |      |      |

Lužný původně patřil k farnosti Klášterec nad Ohří, ale roku 1797 byl převeden k perštejnské farnosti.

## Pamětihodnosti
- Poblíž silnice u hotelu Slunce stojí drobný smírčí kříž.[9]
- Asi 200 metrů západně od vesnice roste lípa velkolistá zvaná Lípa u Lužného, která je chráněná jako památný strom. Je vysoká 22 metrů a obvod kmene měří 280 centimetrů.[17]
- Na severním okraji vesnice se v nivě Hučivého potoka nachází přírodní památka Louka vstavačů u Černýše.

## Galerie

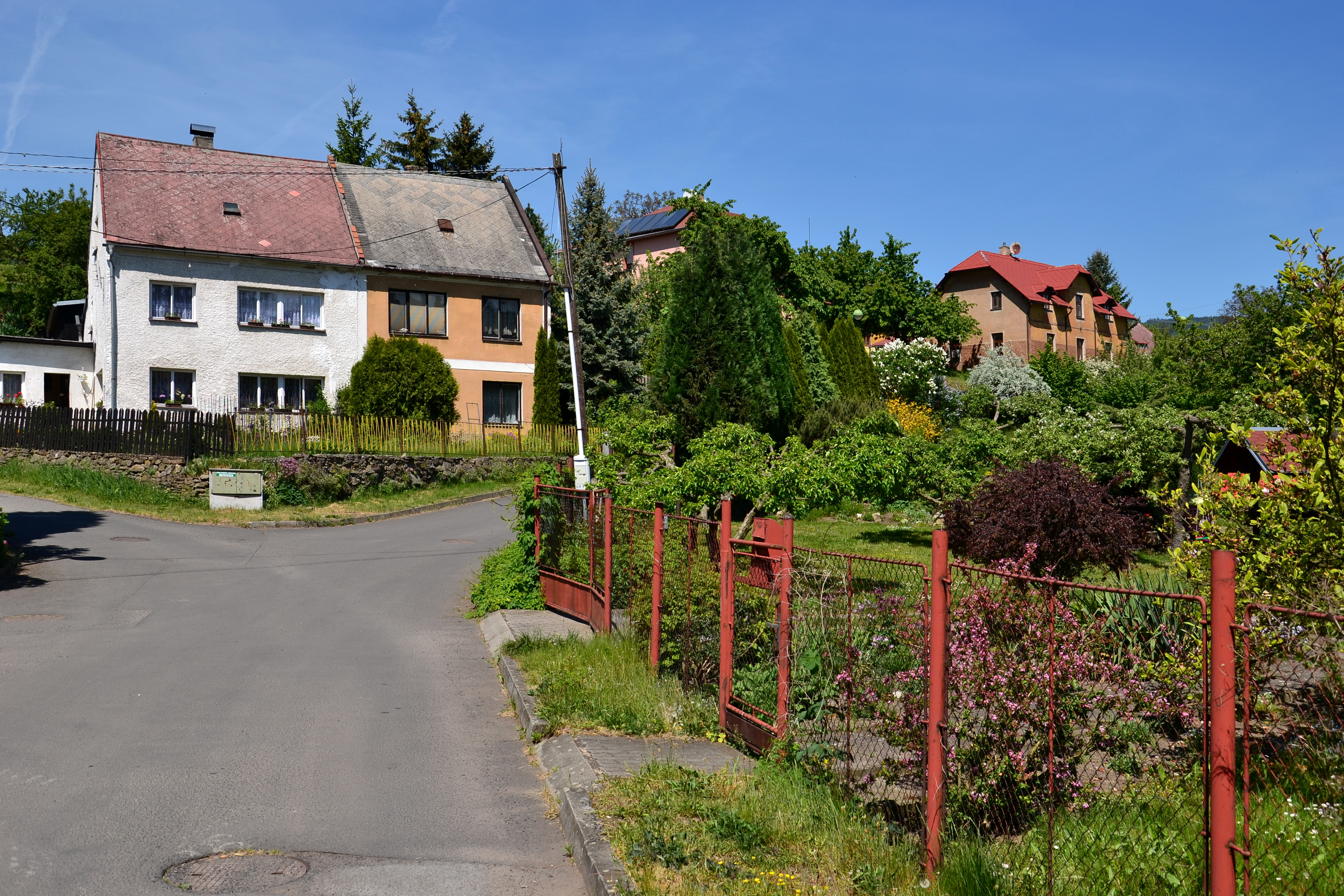
Domy v Lužném
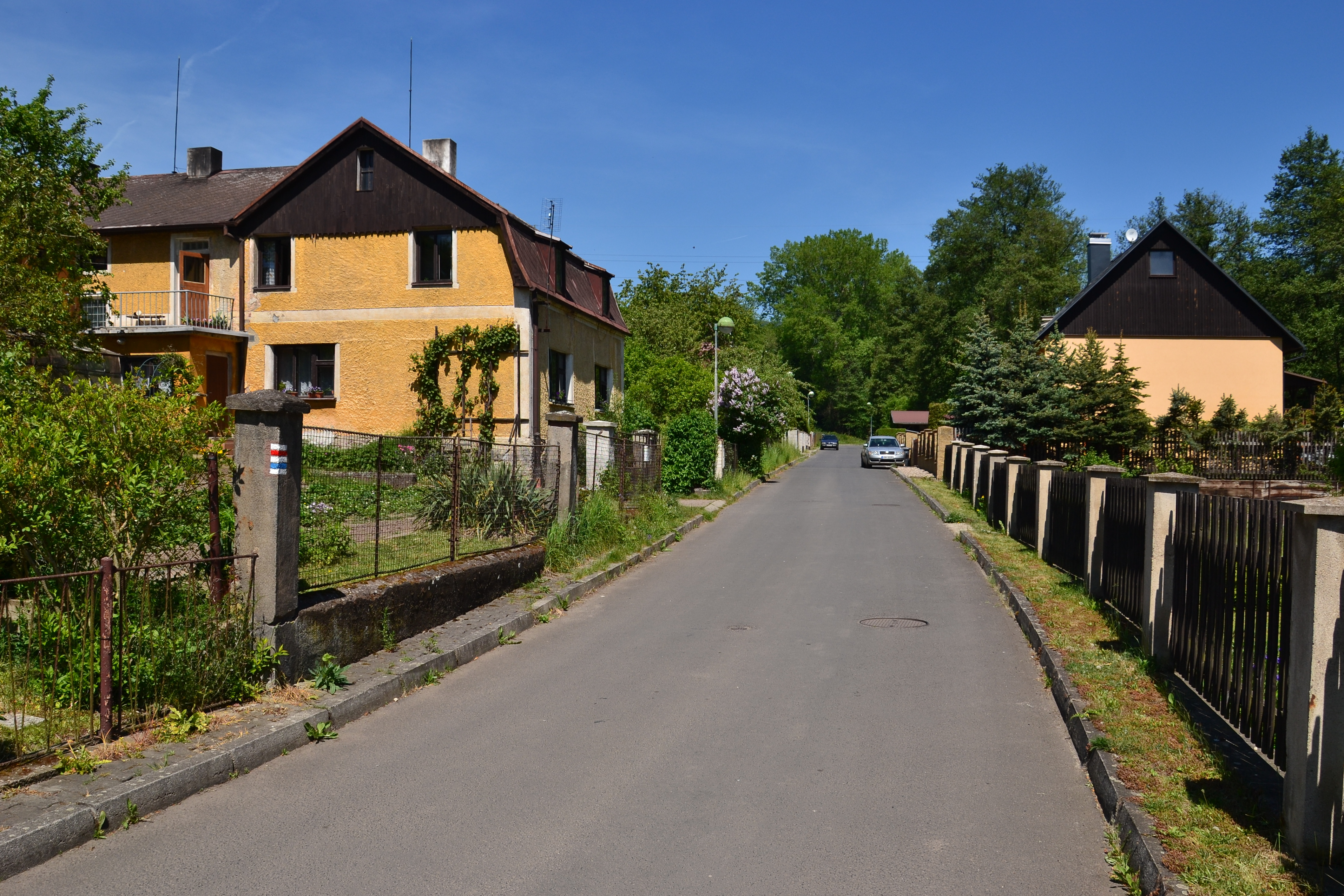
Domy v Lužném
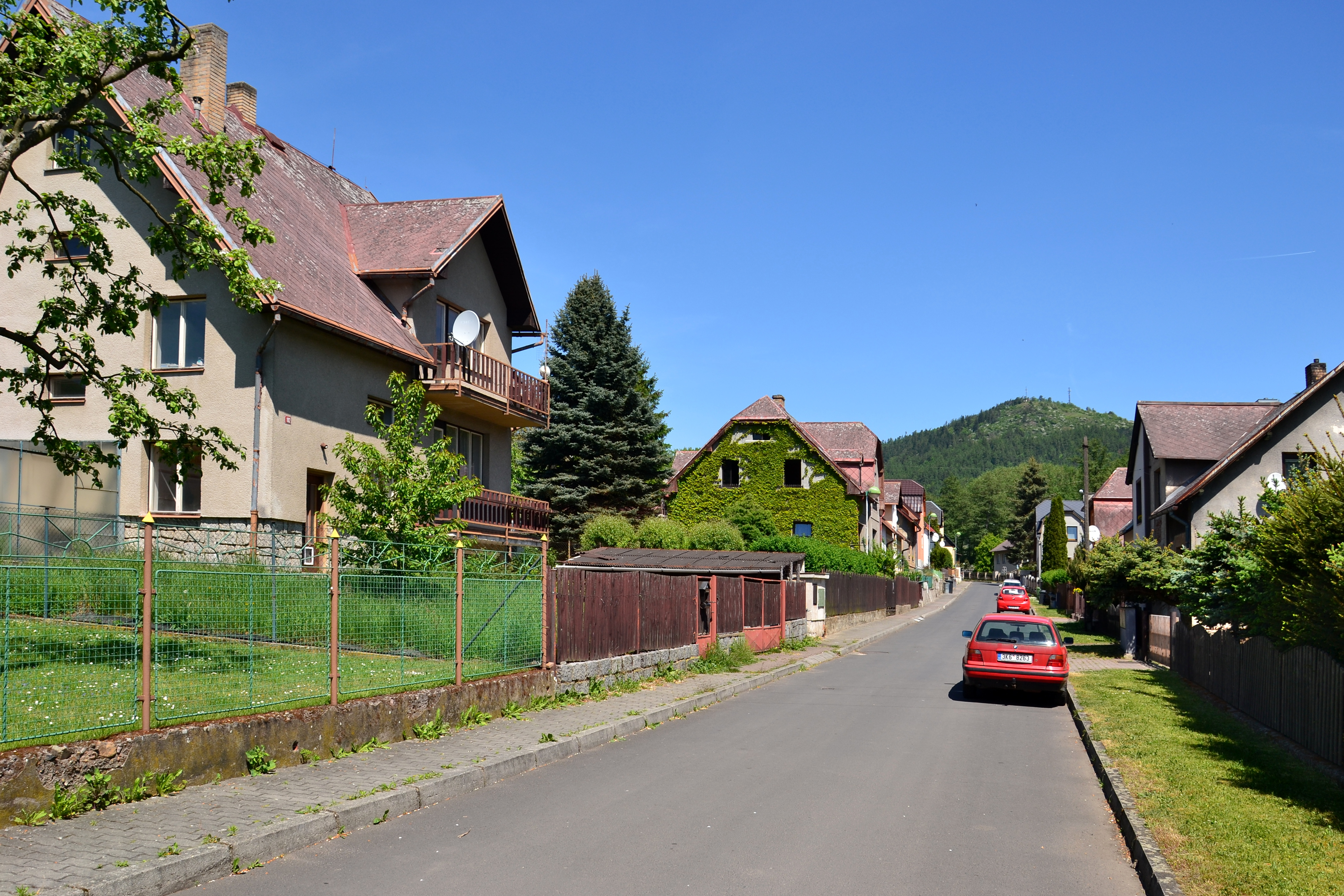
Domy v Lužném
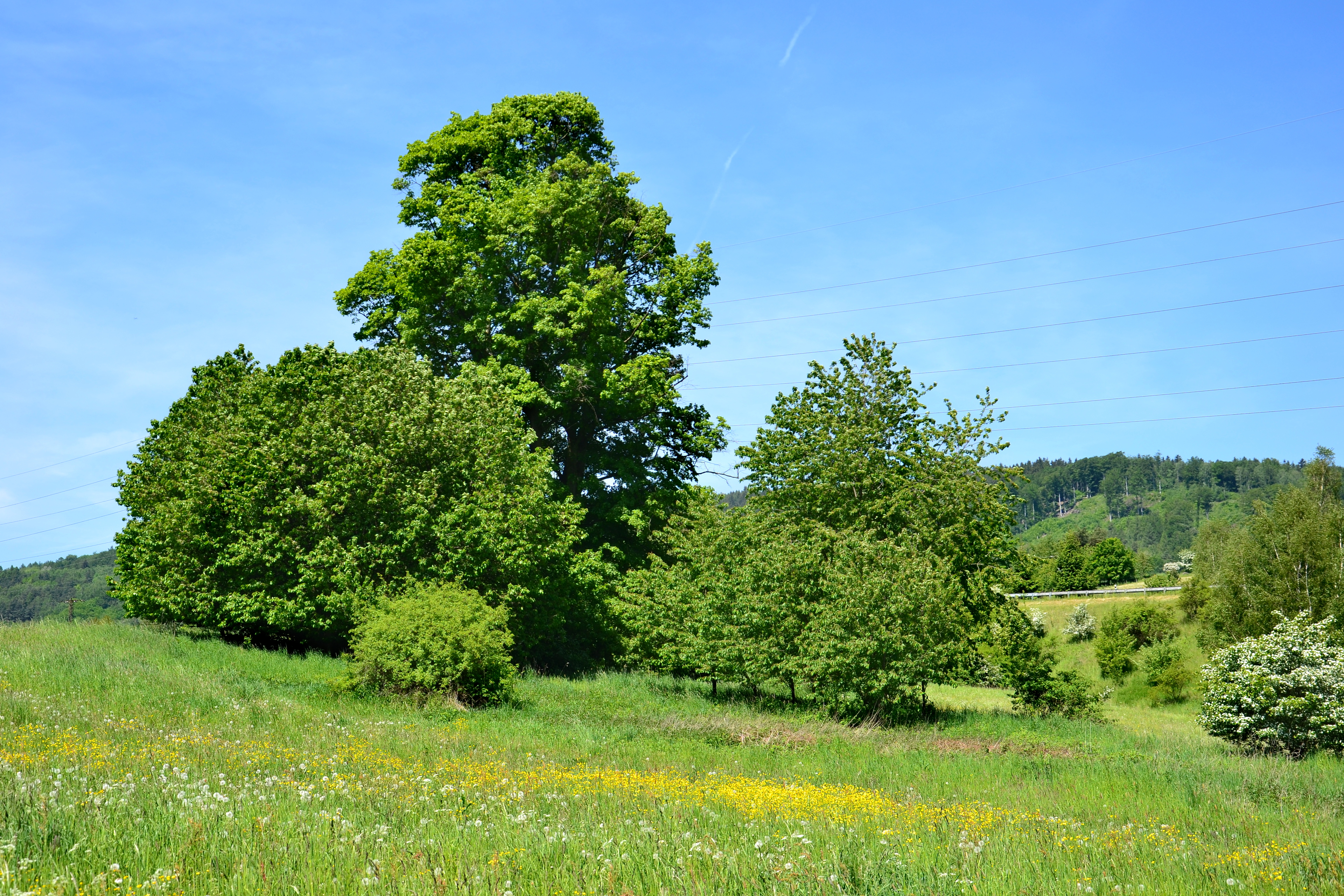
Památná lípa